# Council on Foreign Relations

Logotyp

Council on Foreign Relations (CFR) är en amerikansk tankesmedja som grundades 1921 och som sedan starten haft ett betydande inflytande på utvecklingen av den amerikanska utrikespolitiken. Organisationens medlemmar utgörs av ledare från finansvärlden, industrin, militären, den vetenskapliga världen samt politiken. Några av de mest kända medlemmarna är George W. Bush, Bill Clinton, Alan Greenspan, Condoleeza Rice, Henry Paulson, George Soros samt David Rockefeller.

## Publiceringar
Organisationen ger varannan månad ut den inflytelserika skriften Foreign Affairs. Vid sidan om publiceringen av denna huvudpublikation har CFR också från starten använt sig av studiegrupper, det så kallade Rockefeller-studieprogrammet liksom även mer informella diskussionsgrupper. Dessa har producerat rapporter i olika frågor som berör utrikespolitik och ekonomi.

## Organisationens politiska linje
CFR har huvudsakligen drivit den politiska linjen att USA:s utrikespolitik bör vara interventionistisk, i motsats till isolationistisk. Ett undantag från den interventionistiska linjen går dock att se i organisationens förhållande till Vietnamkriget. I den frågan var det en stor oenighet inom CFR, vilket medförde att de inte publicerade några analyser under åren 1964–68.

## Konspirationsteorier
CFR har gett upphov till en rad konspirationsteorier. Detta kan ses mot bakgrund av att organisationens medlemmar utgörs av rika och inflytelserika personer, exempelvis från industrin, bankvärlden och den politiska världen. Många av medlemmarna är dessutom medlemmar i andra organisationer som är utsatta för konspirationsteorier, såsom den trilaterala kommissionen, Bilderberggruppen, CEIP, Rockefeller-stiftelsen och RAND.

## Styrelse och medlemskap
För enskilda finns två typer av medlemskap, livstidsmedlemskap och medlemskap en viss period. De periodiska medlemskapen varar i fem år och är tillgängligt för personer mellan 30 och 36 år. Detta medlemskap gäller dock bara för amerikanska medborgare. För att ansöka om livstidsmedlemskap krävs en skriftlig nominering av någon annan livstidsmedlem samt av tre andra personer.

### Styrelsen
Organisationens styrelse består av 36 medlemmar.

### CFR:s presidenter
- John W. Davis 1921–33
- George W. Wickersham 1933–36
- Norman Davis 1936–44
- Russell Cornell Leffingwell 1944–46
- Allen Welsh Dulles 1946–50
- Henry Merritt Wriston 1951–64
- Grayson L. Kirk 1964–71
- Bayless Manning 1971–77
- Winston Lord 1977–85
- John Temple Swing 1985–86
- Peter Tarnoff 1986–93
- Alton Frye 1993
- Leslie Gelb 1993–2003
- Richard N. Haass 2003–

Källa: CFR

### Kända historiska medlemmar
- Graham Allison
- Robert Orville Anderson
- Les Aspin
- J. Bowyer Bell[2]
- W. Michael Blumenthal
- Amy Bondurant
- Tom Brokaw
- Steve Brock
- Harold Brown
- Zbigniew Brzezinski
- William P. Bundy
- George H. W. Bush
- George W. Bush
- Dick Cheney
- William S. Cohen
- Warren Christopher
- Bill Clinton
- E. Gerald Corrigan
- William J. Crowe
- Kenneth W. Dam
- John W. Davis
- Norman Davis
- C. Douglas Dillon
- Thomas R. Donahue
- Lewis W. Douglas
- Elizabeth Drew
- Peggy Dulany
- Allen Welsh Dulles
- John Foster Dulles
- Dwight D. Eisenhower
- Brooks Entwistle
- Dianne Feinstein
- Tom Foley
- Leslie H. Gelb
- David Gergen
- Louis V. Gerstner, Jr.
- Joachim Gfoeller
- Maurice R. Greenberg
- Alan Greenspan
- Chuck Hagel
- Najeeb E. Halaby
- W. Averell Harriman
- Theodore M. Hesburgh
- Carla A. Hills
- Stanley Hoffmann
- Richard Holbrooke
- James R. Houghton
- Charlayne Hunter-Gault
- Bobby Ray Inman
- Otto H. Kahn
- Nicholas Katzenbach
- John Kerry
- Lane Kirkland
- Jeane Kirkpatrick
- Roger T. Moritz
- Walter Lippmann
- Winston Lord
- Charles Mathias, Jr.
- John McCain
- John J. McCloy
- William J. McDonough
- Donald F. McHenry
- George J. Mitchell
- Bill Moyers
- Stanley O'Neal
- Henry Paulson
- Peter George Peterson
- Frank Polk
- Charles Prince
- John S. Reed
- Condoleeza Rice
- Elliot L. Richardson
- Alice M. Rivlin
- David Rockefeller jr.
- David Rockefeller sr.
- Jay Rockefeller
- Robert Roosa
- Elihu Root
- William D. Ruckelshaus
- Stephen Schwarzman
- Brent Scowcroft
- Donna E. Shalala
- George P. Shultz
- Theodore Sorensen
- George Soros
- Jonathan Soros
- Lesley Stahl
- Adlai E. Stevenson
- Henry Stimson
- Strobe Talbott
- Peter Tarnoff
- Fred Thompson
- Garrick Utley
- Cyrus Vance
- Paul Volcker
- Paul M. Warburg
- Paul Warnke
- Clifton R. Wharton, Jr.
- Adam Wolfensohn
- James Wolfensohn
- Owen D. Young
- Robert Zoellick

Källa: CFR